# Louis Michel Auguste Thévenet
Louis Michel Auguste Thévenet   (París, 28 de març de 1764 - Itzehoe, 17 de desembre de 1848) va ser general de brigada de la Revolució Francesa.

## Abans de la Revolució Francesa
Va ingressar el 1779 a la marina, i després el 1787 als gendarmes de la reina.

## Sota la Revolució Francesa
Ingressat poc després en el cos dels gendarmes de la reina, Louis Michel Auguste Danican es va incorporar a la guàrdia nacional parisenca el 14 de juliol de 1789. Cap d'esquadra al cos de caçadors de l'exèrcit del centre el 1792, era tinent-coronel a la seva arribada a l'exèrcit del Centre, va lluitar a la Vendée. Va participar en la derrota de les tropes republicanes durant la batalla de Vihiers el 18 de juliol de 1793. Va ser ascendit a general de brigada a finals de setembre de 1793. Després d'una ruta de les forces republicanes a Entrammes el 26 d'octubre i la seva retirada a Angers a la qual ell intervé els dies 3 i 4 de desembre, esdevé sospitós. Suspès del seu comandament, el van salvar Edmond Louis Alexis Dubois-Crancé que el va reinstal·lar l'abril de 1794. Va ser enviat a l'Oest a Bretanya, a la Baixa Normandia, al Maine.
Després de la marxa dels venecians de Laval, va romandre a Mayenne com a general de brigada. Va ser responsable de la guillotina per portar a la raó als rebels del departament. Compleix aquesta missió i és el proveïdor de la comissió Félix.
Va escriure a Moniteur, el 22 d'agost de 1795, una llarga acusació contra els generals de la Revolució, culpables de crims. Denuncia a la Convenció els generals republicans que van servir amb ell a la Vendée per les atrocitats comeses. Va dimitir el setembre de 1795.
Durant la insurrecció reialista del 13 Vendémiaire any IV (5 d'octubre de 1795), va acceptar posar-se al capdavant de les seccions reialistes. Va fugir després de la derrota, va anar amb prínceps a Alemanya i es va convertir en el seu agent. Tornant en secret a París, escapa estretament a la policia en el moment del cop d'estat del 18è Fructidor Any V (4 de setembre de 1797). Refugiat a Suïssa, dirigeix intriges incessant i fins i tot se l'acusa, sense proves, d'haver participat en l'assassinat dels plenipotenciaris francesos a Radstadt.

## Sota el Consolat i el Primer Imperi
Passat al Piemont, anomenat en nom del rei mariscal del camp pel general Willot el juny del 1800, finalment es va retirar a Anglaterra.

## Sota la Restauració
Tornat a França durant la Restauració, on fou expulsat i ni tan sols fou reconegut en el seu rang de general. Va tornar a Anglaterra i després a Holstein on va morir.